# Watersportbaan

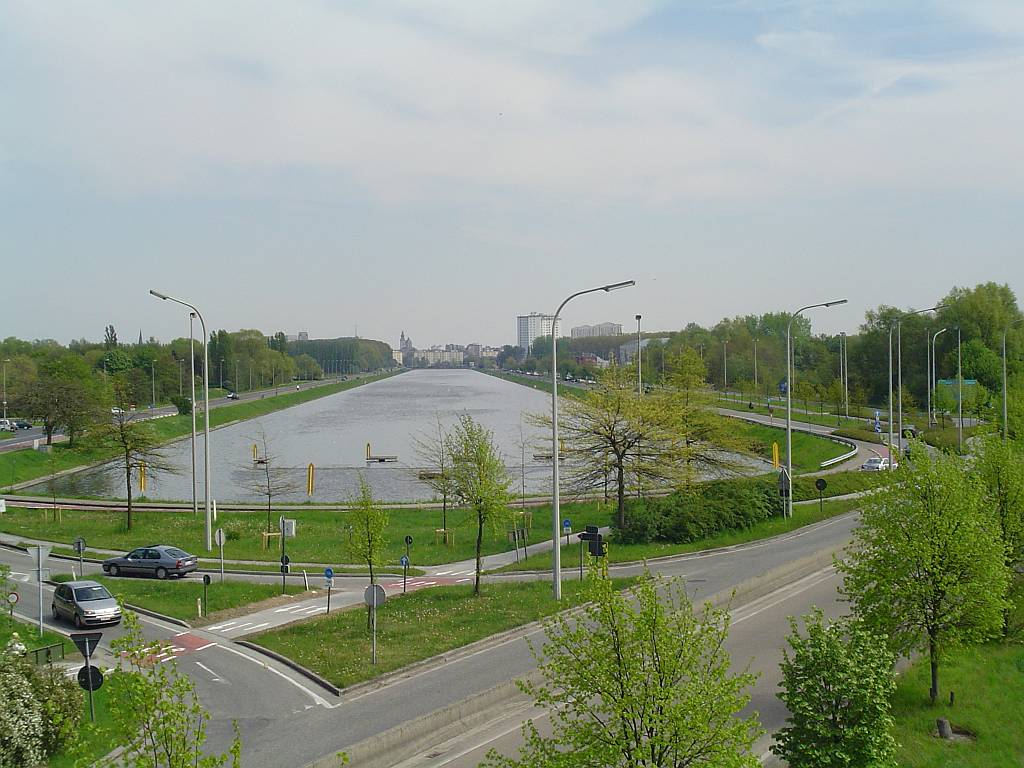
De Watersportbaan in Gent, gezien vanaf de halfcirkelvormige Westerlaan

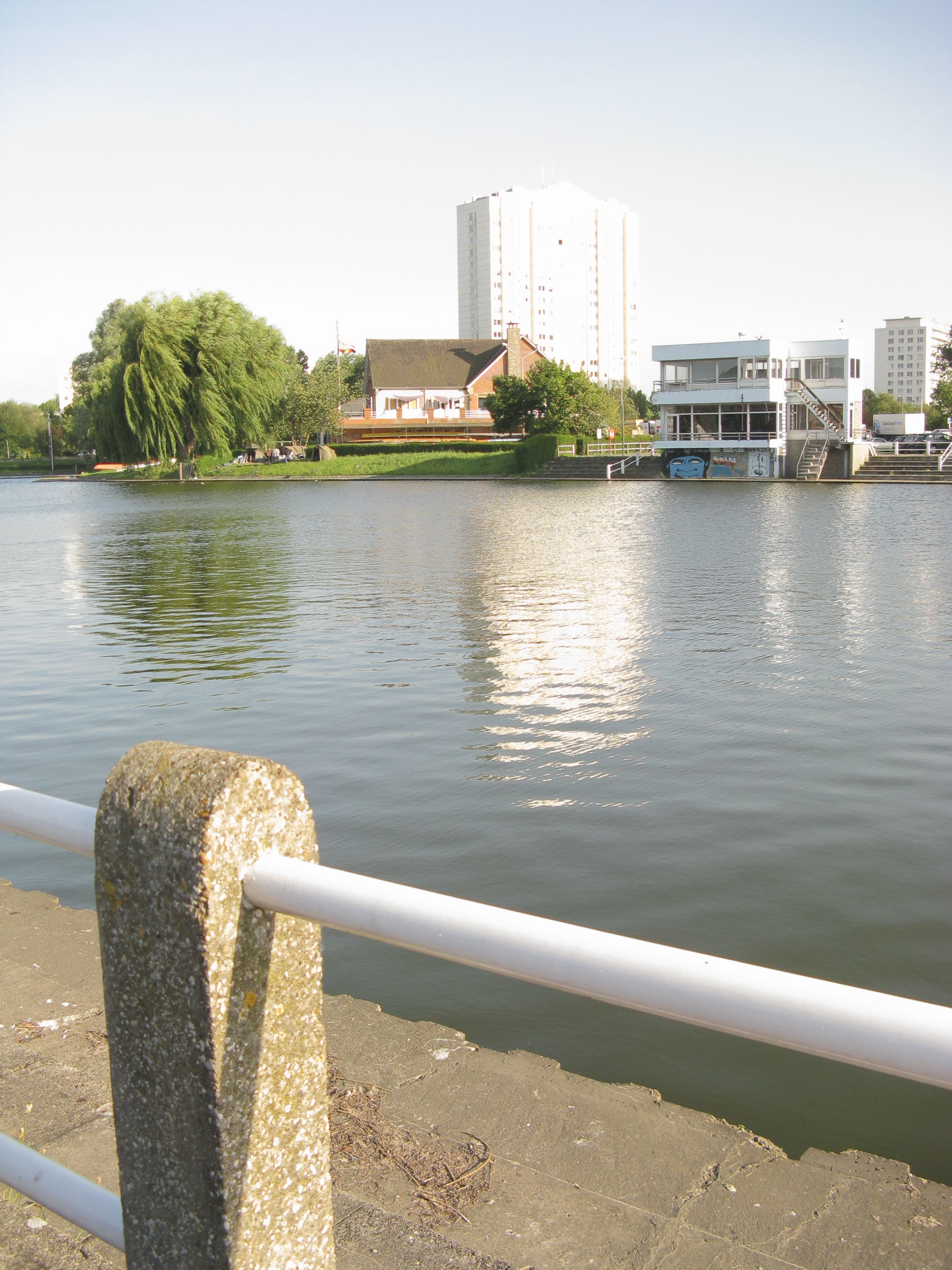
Zwaaikom met aankomsttoren en appartementsgebouw

De Watersportbaan, officieel Nationale Watersportbaan Georges Nachez, is een roeibaan in de Belgische stad Gent. Hij is 2300 meter lang en 76 meter breed (net vijfbaans) en werd in 1954 voor het eerst gebruikt. Hij is een centrum geworden voor sport en recreatie in Gent. 

## Ligging en inbedding
Het water staat in verbinding met de talrijke aanpalende rivieren en kanalen zoals de Coupure, het Kanaal Gent-Brugge en de Leie, waarvan een zijarm (de Leiearm van Akkergem) trouwens dwars door de roeibaan stroomt, alsook met de zuidelijker gelegen vijver van het recreatiedomein Blaarmeersen.
De baan ligt in de Sociale woonwijk Nationale Watersportbaan Georges Nachez, een beschermd erfgoed van de wederopbouwtijd. Beide zijn genoemd naar Georges Nachez (1899-1965), schepen van Gent, achtereenvolgens voor Onderwijs en Openbare Werken. Daarnaast was hij trainer van de roeivereniging Sport Nautique en jaren na de aanleg van de baan ook voorzitter. Hij had zich sterk gemaakt voor de woningbouw en de sport.

## Geschiedenis

### Voorgeschiedenis: kanaal
De roei-evenementen op het Kanaal Gent-Terneuzen begonnen als onderdeel van de Gentse Feesten in 1843, en vanaf het laatste kwart van de 19de eeuw werden er grote internationale FISA-roeiwedstrijden gehouden. Zulke wedstrijden waren massale publiekstrekkers, waarvoor lange elektrische volgtrams werden ingelegd. De Europese kampioenschappen roeien deden op 28 augustus 1913 voor het eerst Gent aan, tijdens de wereldtentoonstelling van 1913.

### Urbanisatieproject en EK 1955

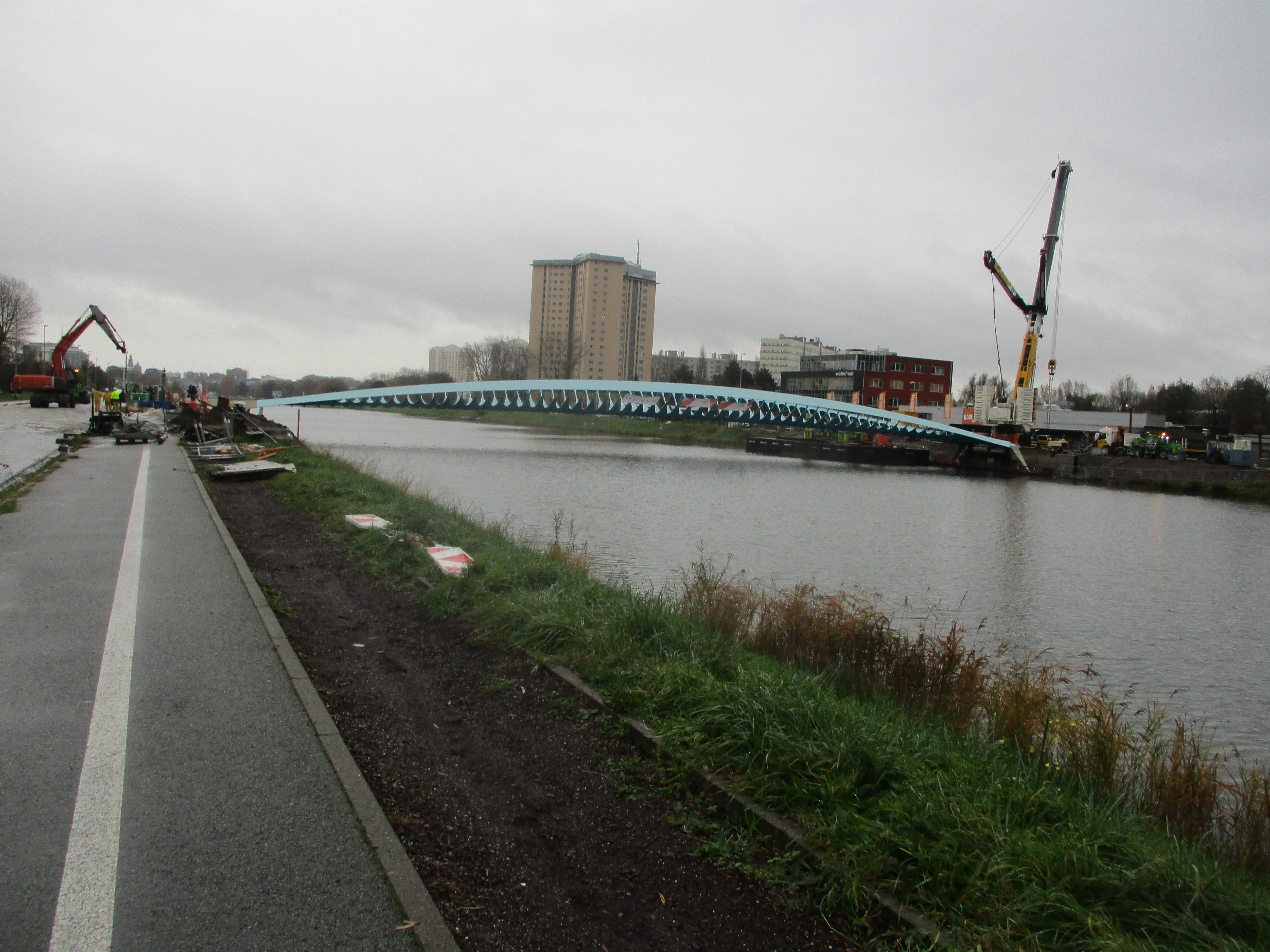
De Annie Vande Wielebrug in november 2023, gezien naar het zuidoosten. Op de achtergrond de Y-vormige Residentie Belvédère van twintig verdiepingen.

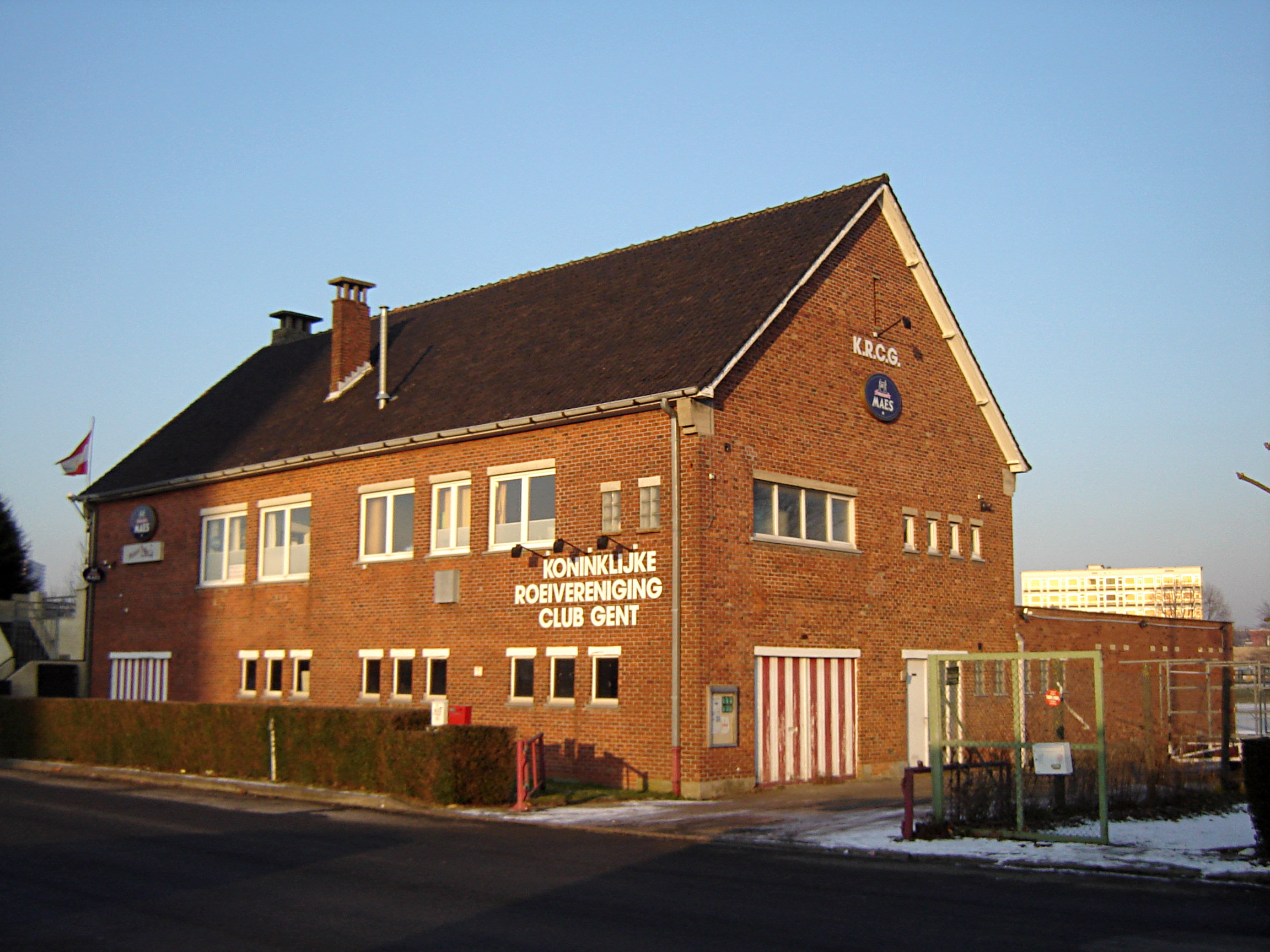
Koninklijke Roeivereniging Club Gent

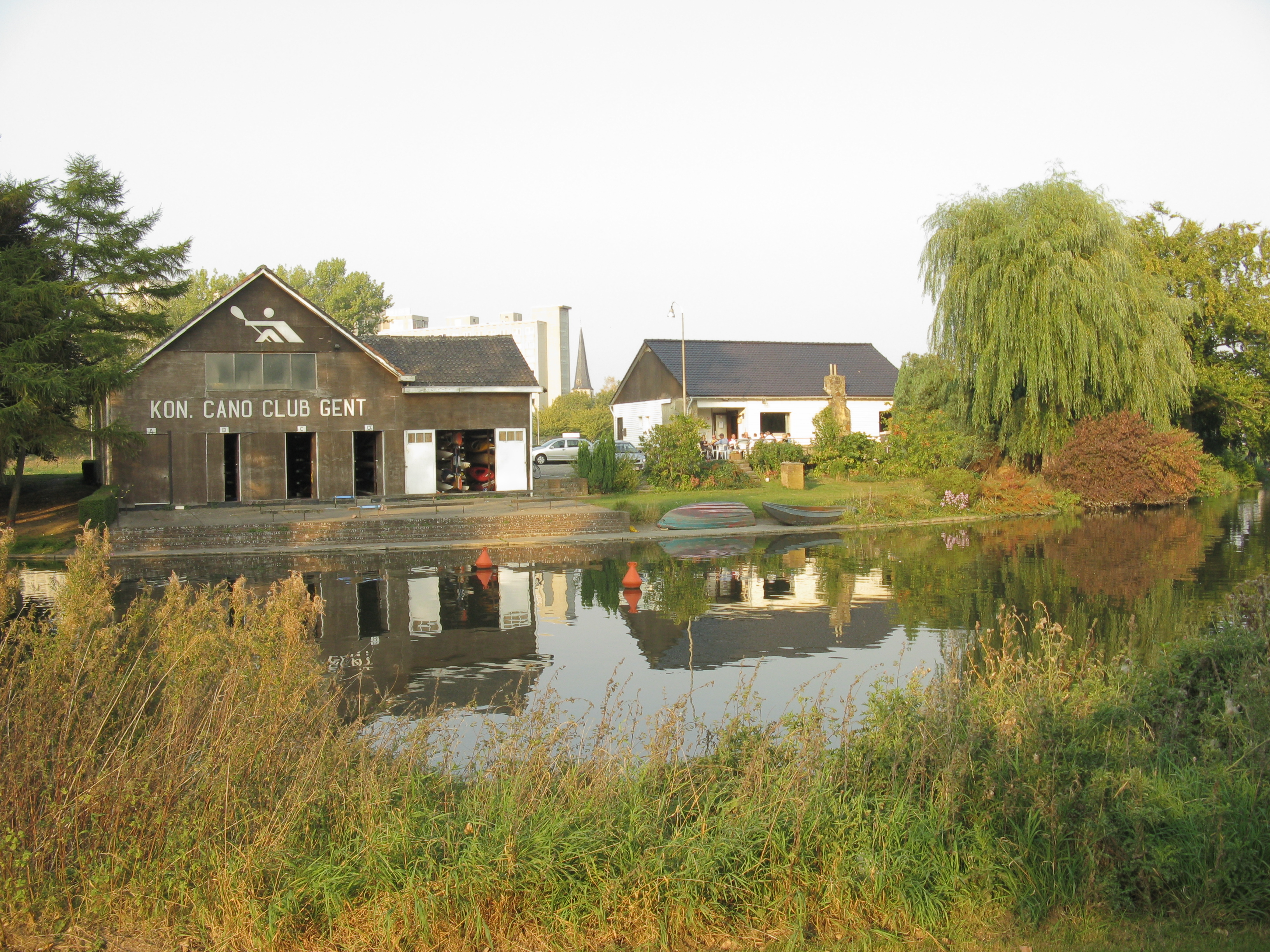
Vroeger clubhuis Koninklijke Cano Club Gent

De Watersportbaan maakte deel uit van een groot urbanisatieproject dat na de Tweede Wereldoorlog uitgevoerd werd in de toenmalige Gentse Neermeersen. Het deel tot de 1500-meterlijn was oorspronkelijk een Leie-arm. De huidige zwaaikom, aan het westelijke eind, was destijds een vuilnisbelt die zo volledig werd gesaneerd. Het project bestond uit sociale woningbouw, een klein winkelcentrum en scholen. Beeldbepalend voor het gebied zijn de modernistische woontorens aan de Jubileumlaan en soortgelijke torens in het aanpalende gebied. De Watersportbaan, het centrale element, werd vanaf 1954 gebruikt, al werd hij pas in 1955 geopend. Ruimte voor de aanleg was er doordat in 1952 het Westerringspoor buiten gebruik gesteld was.
De baan was aangelegd met het oog op de Europese kampioenschappen roeien, die in 1955 voor de tweede keer in Gent gehouden werden. Een van de aanleidingen voor deze nieuwe locatie was de groeiende scheepvaart van zeeschepen op het kanaal Gent - Terneuzen, dat slecht samenging met de roeisport. Het populaire kanaal Gent - Brugge voorbij de Ringvaart werd pas in de 21e eeuw een no go door de Seine - Scheldeverbinding. Met de uitgegraven grond werden de moerassige Meersen gedempt.

### Baggerwerken
De baan is in 1977 uitgebaggerd. De stad Gent besloot in 2019 dat dit in 2021 weer zou gebeuren, waarna de werken duurden van november 2022 tot maart 2023. Het water, dat op sommige plaatsen nog maar 60 centimeter diep was, werd op een diepte van 2,10 meter gebracht om te voldoen aan de eis van twee meter van de FISA voor roeiwedstrijden. Vooraf werden 600 zwanenmossels opgevist om na het baggeren teruggeplaatst te worden. Deze schelpdieren zijn de basis voor de plaatselijke voedselketen en ze filteren het water, wat uitbraken van blauwalg kan voorkomen.

### Brug
Vanaf maart 2023 is over het middendeel van de watersportbaan de Annie Vande Wielebrug gebouwd om de fietsroute over het Westerringspoor af te maken. De brug is in november geplaatst, per april 2024 wordt deze nog afgewerkt. Deze fiets- en voetgangersbrug is onderdeel van fietssnelweg F400 van Mariakerke-Rooigem-Malem via Blaarmeersen naar het Sint-Pietersstation.

## Gebruik van baan en omgeving
Behalve voor roeien wordt de baan met zijn omgeving gebruikt voor kajakvaren, kanopolo, hengelen, joggen, fietsen en andere vormen van recreatie en sport.
De tijdens de jaren tachtig gerealiseerde betonnen oevers waren een zegen voor het hengelen, maar dempten de golven van de boten minder goed. Zodoende veroorzaken grote boten voor het boordroeien, zoals achten en vieren, hinder voor de massaal aanwezige skiffs en andere kleine boottypes, vooral bij de jeugd en de lichtgewichten. Wedstrijden kunnen vanaf de oevers gevolgd worden en er is een open tribune van 250 meter op het einde langs de Yachtdreef, alsook aan de Kanodreef en de Watersportlaan.
Rond de watersportbaan ligt een Finse piste van bijna vijf km (4967 m), die veel gebruikt wordt door joggers. In 2024 gebruikt Hilde Dosogne dit parcours om er elke dag een marathon te lopen. Daarmee verbrak ze op 30 mei het Guiness World Record voor vrouwen, maar ze wil het hele jaar doorgaan.
Ten zuiden van de watersportbaan ligt het recreatiedomein de Blaarmeersen met de Topsporthal Vlaanderen en het Vlaams Wielercentrum Eddy Merckx. Verder is heel de omgeving uitgegroeid tot een sport-as, met sportinfrastructuur zoals klimhal Bleau en de hockey-, tennis- en padelterreinen van Gantoise.
Tijdens strenge winterperiodes kan er op het ijs gewandeld en geschaatst worden. In het midden van de zwaaikom staat dan een zwaar landbouwvoertuig om de sterkte van de ijslaag aan te tonen.

## Verenigingen en clubs
De Koninklijke Roeivereniging Club Gent, gesticht in 1871 en met  vooroorlogs internationaal palmares, is de oudste club, gelegen aan de Yachtdreef bij de zwaaikom. Kort daarna werd Koninklijke Roeivereniging Sport Gent gesticht. Deze club op het universitair sportcomplex organiseert de Meiregatta. De derde club is de Gentse Roei- en Sportvereniging, gelegen aan de Vissersdijk, naast een fitnesszaal (sportschool) aan de Blaarmeersen. Ze organiseert de Lenteregatta. Twee kleinere clubs van recenter datum zijn de doelgroepclubs Studentenroeien Gent en de Vereniging Veteranen Roeiers, waarvan de recreatieve studenten vanaf 2010 eerst enkele jaren versmolten met de oudere wedstrijdroeiers. Na enkele jaren steun van de Vlaamse Roeiliga en Sport Vlaanderen vanaf 2015 is er sedert 2024 opnieuw geen basiswerking meer voor studenten in Gent.
Twee kajak- en kanoclubs zijn gevestigd aan de Yachtdreef: de Koninklijke Cano Club Gent en de Gekko.

## Competitie
De meeste grote internationale FISA-roeiregatta's worden tegenwoordig ingericht op achtbaans roeibanen met verbonden boeien (Albano-systeem), terwijl de Watersportbaan net vijf banen haalt. Toch is dit een wedstrijdbaan voor twee middelgrote internationale FISA-selectieregatta's, maar ook voor kleinere competities. De belangrijkste middelgrote publiekstrekkers zijn de jaarlijkse Internationale Regatta van Sport Gent, internationaal bekend als de Ghent May Regatta, tevens International Belgian Open Regatta, de Lenteregatta (Springregatta) en de kleine maar oudste Internationale Regatta KRCG.

### Baanrecords voor roeien
|               | Internationaal | Internationaal | Internationaal   | Nationaal    | Nationaal    | Nationaal                    |
|               | Jaar           | Tijd           | Team             | Jaar         | Tijd         | Team                         |
| MSA (2000 m)  | MSA (2000 m)   | MSA (2000 m)   | MSA (2000 m)     | MSA (2000 m) | MSA (2000 m) | MSA (2000 m)                 |
| ------------- | -------------- | -------------- | ---------------- | ------------ | ------------ | ---------------------------- |
| 1X            | 1991           | 6.55.64        | IRL (O'Toole N.) | 2005         | 6.59.94      | KRB Tim Maeyens              |
| 2X            | 2005           | 6.26.94        | BEL              | 2005         | 6.26.94      | KRB                          |
| 4X            | 1990           | 5.55.44        | GBR              | 1999         | 5.58.13      | Belgian Olympic Team         |
| 2-            | 1990           | 6.38.29        | GBR              | 1990         | 6.41.37      | CRB                          |
| 2+            | 1991           | 7.17.82        | GRE              | 1969         | 7.23.20      | RARC/SRNA/KRWB               |
| 4-            | 1999           | 6.02.70        | NED              | 1995         | 6.03.22      | KRB/TRT/GRS/KRNSO            |
| 4+            | 1987           | 6.14.10        | GER              | 1981         | 6.29.44      | KRSG                         |
| 8+            | 1990           | 5.37.92        | DDR              | 1995         | 5.46.06      | KRSG/KRCG/RARC-KAWV/CNNA/CRB |
| WSA (2000 m)  |                |                |                  |              |              |                              |
| 1X            | 1991           | 7.29.87        | BEL (Bredael A.) | 1991         | 7.29.87      | BEL (Bredael A.)             |
| 2X            | 1990           | 6.57.30        | DDR              | 1991         | 7.08.29      | BTR/CRB                      |
| 4X            | 1990           | 6.46.48        | GBR              | 2000         | 6.53.26      | TRT                          |
| 2-            | 1990           | 7.25.41        | DDR              | 2010         | 7.55.60      | KRSG/KRCG                    |
| 4-            | 1990           | 6.38.70        | GER              | 2008         | 7.38.90      | KRSG                         |
| 4+            | 1985           | 7.16.45        | GER              | 1986         | 7.57.37      | TRT                          |
| 8+            | 1987           | 6.30.73        | GER              | 2014         | 6.51.97      | KRSG                         |
| LMSA (2000 m) |                |                |                  |              |              |                              |
| 1X            | 1990           | 7.06.00        | IRL (O'Toole N.) | 2007         | 7.10.78      | KRB (Van der Fraenen W.)     |
| 2X            | 1990           | 6.27.08        | NED              | 2001         | 6.30.61      | KRB                          |
| 4X            | 1990           | 6.04.06        | NED              | 2005         | 6.08.97      | KRB/GRS/RCND                 |
| 2-            | 2001           | 6.49.39        | GER              | 1999         | 7.08.84      | RCAE/KRSG                    |
| 4-            | 1990           | 6.08.96        | NED              | 2003         | 6.14.11      | KRSG                         |
| 8+            | 1990           | 5.52.20        | GER              | 1999         | 6.08.70      | KRCG/KRB/KRSG                |

## Varia
- Swissair: De Watersportbaan werd omstreeks het begin van de jaren 80 van de vorige eeuw gebruikt voor een 1 aprilgrap. Een verkeersvliegtuig van Swissair zou in de Watersportbaan zijn neergekomen, waarbij een dringende oproep aan de Gentse bevolking werd gedaan om pingpongballetjes op te sturen naar de brandweer, die  deze in de romp van het vliegtuig zou brengen voor drijfvermogen. Om het verhaal geloofwaardig te maken werd vooraf een staartdeel nagemaakt met het typische kruis van Swissair. Dit stak uit het water. Ook het nabije AZ Jan Palfijn kwam aan bod, omdat daar gewonden opgenomen zouden zijn.
- Zonlichtreflectie: Rond de equinox (maart en september) kan het licht van de laagstaande zon op het water reflecteren en dan als een streep zichtbaar zijn tegen de onderkant van het wolkendek. Deze herringblink is het best te zien als men in lengterichting over het water en langs het wolkendek kijkt.